# The Sims 2: Osiedlowe życie
The Sims 2: Osiedlowe życie – ósmy i ostatni dodatek do gry komputerowej The Sims 2. Pozwala on simom zamieszkać w blokach mieszkalnych bądź też w pięknych apartamentach. Wprowadzona została magia oraz dodatkowe możliwości bycia sławnym.
Simowie mogą odwiedzać sąsiadów z tego samego budynku. Płaci się co początek tygodnia czynsz za pomocą specjalnej skrzynki. Mieszkania te mogą być tylko wynajmowane. Aby zbudować apartament, do każdego mieszkania trzeba dodać specjalne drzwi, oraz wpisać odpowiedni kod. Dodane zostaje nowe otoczenie – Belladona Cove, którego nazwa jest przetłumaczona jako Jaskinia Pokrzyku. Znajduje się tam duże osiedle. Dodano także wiele ozdób, które można dodawać do widoku miasta. Wśród nowych obiektów do domu pojawiły kręcone schody i sufity.
Simowie mogą się ponadto nauczyć czarować. Można wybrać czy chcą być po dobrej czy złej stronie. Każda strona ma swój specjalny budynek. Czary są rzucane dzięki specjalnym składnikom, bardziej zaawansowani mogą gotować w kociołku. Wprowadzono księgę zaklęć z informacjami o poszczególnych czarach. Aby zostać czarodziejem, trzeba spotkać magicznego sima, zaprzyjaźnić się z nim, a potem poprosić o lekcję magii. Jeśli sim zgodzi się na naukę, podaruje uczniowi kilka magicznych atrybutów, między innymi miotłę, która działa jak samochód. Źli czarodzieje otrzymują czarną szatę i zieloną cerę, neutralni mają szare ubrania, a biała magia otacza się jasnymi pastelami. Jednak każdy magiczny sim może postawić na inną modę, ubrać się inaczej.
Autorzy wprowadzili grupy społeczne – są to Majsterkowicze, Osiłki, Technicy, Dusze towarzystwa i reprezentanci bohemy. Każdą grupę wyróżnia unikatowy ubiór oraz ulubione meble w odpowiednim stylu. Aby zaprzyjaźnić się z daną grupą, trzeba używać specjalnych gestów lub opowiadań, które posiada każda taka grupka.